# Impatiens balansae
Impatiens balansae är en balsaminväxtart som beskrevs av Joseph Dalton Hooker. Impatiens balansae ingår i släktet balsaminer, och familjen balsaminväxter. Inga underarter finns listade i Catalogue of Life.